# Жорес, Жан
Жан Жоре́с (фр. Jean Jaurès; 3 сентября 1859, Кастр — 31 июля 1914, Париж) — деятель французского и международного социалистического движения, борец против колониализма, милитаризма и войны, философ, историк. Был убит накануне Первой мировой войны.

## Начало деятельности
Родился 3 сентября 1859 года в Кастре (департамент Тарн, Лангедок) в семье небогатого коммерсанта. С 1877 года учился в Париже: в 1878 году поступил в Высшую нормальную школу (педагогический университет). По завершении курса (1881 г.) получил степень кандидата философии. В 1881—1883 годах преподавал философию в лицее города Альби; в 1883—1885 годах работал профессором в Тулузском университете.
Сначала защитник идеалистической философии и радикал, он постепенно переходил налево в политике и в сторону марксистского понимания истории; безусловным сторонником последнего он, однако, не стал, принимая его с оговорками и пытаясь примирить с идеализмом в философии. Этот эклектизм нашёл выражение в его споре с Лафаргом в 1895 году («Idéalisme et matérialisme dans la conception de l’histoire. Conférence de Jean J. et réponse de P. Lafargue», Париж, 1895, 2-е изд., 1901).
В 1885—1889 и 1892—1898 годах был депутатом и вновь избран в 1902 году. Впоследствии (в предисловии к «Discours parlementaires») Жорес утверждал, что он в течение всей своей общественной жизни придерживался лишь одного направления, а именно социалистического. Это не подтверждается фактами: три периода участия Жореса в парламентской работе приблизительно совпадают с различными периодами в развитии его мировоззрения.
В первое трёхлетие он сидел на левом центре, не входя в состав какой бы то ни было партии. Сочувствие социализму, которое он при случае выражал, было настолько общим, что социалисты не считали его своим. Хотя его речи уже тогда обращали на себя внимание, но видного места Жорес в парламенте не занимал. Скорее его можно было причислить к радикалам, но не крайним.
Зарекомендовал себя как талантливый оратор и поборник социальных реформ. С 1887 года сотрудничал в газете «Депеш де Тулуз», главном органе радикалов. Потерпев поражение на выборах 1889 года, возвратился в Тулузский университет; в 1892 году получил степень доктора философии. Написал на латинском языке диссертацию: «De primis socialismi germanici lineamentis apud Lutherum, Kant, Fichte et Hegel» (Тулуза, 1891 г.); в ней он уже являлся сторонником социализма.
Продолжил политическую деятельность: в 1890 году избран муниципальным советником Тулузы, в том же году назначен заместителем мэра по делам народного образования; благодаря его усилиям в местном университете был открыт медицинский факультет. В 1892 году Жорес выступил в защиту стачки угольщиков в Кармо, после победы которой был выдвинут ими кандидатом в депутаты и избран на частичных парламентских выборах в январе 1893 года. В палате он примкнул к «независимым социалистам».

## Лидер социалистического движения
С 1893 года, когда Жорес переизбран на общих выборах, он был признанным вождём социалистической партии, или, точнее, социалистических партий, несмотря на значительные разногласия между ними. Не будучи социал-демократом, он не имел даже достаточно ясного теоретического обоснования своего социалистического мировоззрения, но Жорес — сознательно или бессознательно — задался целью объединения социалистических партий против существовавшего в это время строя; он проповедовал «социальную ненависть» как творческую силу, способную перестроить общество на новых началах.
Даже честолюбивый и фанатичный Гед хотя и не охотно, но шёл за Жоресом. В это время Жорес уже был признан лучшим оратором французского парламента. Его красноречие — исключительно французское, с риторическими фразами, с метафорами, со ссылками на великие принципы и на великие имена. В этот период Жорес приобрёл громадную популярность не только среди рабочих, но и среди буржуазии, враждебной социализму.
В 1897 году Жорес выступил активным борцом за Дрейфуса и, наряду с Золя и Клемансо, сделал очень много для его реабилитации. Агитация в деле Дрейфуса вызвала раскол среди социалистов: гедисты отделились от жорезистов, и началась внутренняя борьба. Жорес и частично жорезисты сблизились с радикальными (несоциалистическими) элементами палаты.
В 1898 году Жорес проиграл на выборах, но все же оставался вождём социалистов Франции, однако не всех. В том же году стал соиздателем и директором печатного органа независимых социалистов «Петит Репюблик» («Малая Республика»), где опубликовал доказательства по делу Дрейфуса.
В начале 1899 года ему удалось добиться формального слияния всех социалистических партий в одну федеративную партию, но оно оказалось эфемерным. В том же году Жорес, считая рост национализма и антисемитизма главной опасностью для существования республики, поддержал кабинет «республиканской обороны» Р. Вальдека-Руссо и участие в нём независимого социалиста А. Мильерана.
С тех пор Жорес поддерживал Вальдека-Руссо, потом — Комба. При Вальдеке-Руссо и Комбе Жорес был главной опорой «блока» — коалиции социалистической, радикальной и республиканской партий, поддерживавших правительство. При Рувье (1905 г.) он настоял на формальном выходе социалистов из блока, но в действительности всё же поддерживал правительство. На международном конгрессе в Амстердаме в 1904 году Жорес высказался за необходимость борьбы за сохранение республики в союзе с буржуазными партиями, если они стремятся к освобождению человеческой личности; он протестовал против политики германских социал-демократов, непримиримой в теоретических вопросах, но не умеющей ни завоевать с 3-миллионной армией политической власти, ни даже отстоять (в Саксонии) более или менее сносную избирательную систему.
Тогда же Жорес высказался за объединение французских социалистов, но достигнуть цели ему не удалось: временное объединение оказалось очень неустойчивым (речь Жореса вызвала решительное и резкое возражение Бебеля). С 1900 или 1901 года Жорес, не теряя своей популярности в рядах буржуазных партий и в рядах значительной части социалистов, стал предметом резких нападок со стороны социал-демократов.
Несмотря на это, в 1902 году он был избран в палату в рабочем округе. В 1903 году он был вице-президентом палаты депутатов.
В 1904 году основал газету «Юманите», ставшую благодаря ему одним из самых популярных левых изданий во Франции. В 1905 году он был приглашён немецкими социал-демократами произнести речь в Берлине, но германское правительство потребовало отказаться от поездки; однако его речь о мире и о солидарности пролетариата была напечатана и произвела сильное впечатление.
Подчинившись решению Амстердамского конгресса II Интернационала (1904) о создании единых национальных социалистических организаций, содействовал образованию в апреле 1905 года «Объединённой социалистической партии Франции» (СФИО); вскоре занял в ней доминирующее положение. В 1905 году выступил против французской колониальной экспансии в Марокко. Резко критиковал правительство Ж. Клемансо (1906—1909) и А. Бриана (1909—1911) за политику подавления рабочего движения.
Идеалом Ж. Жореса была «социальная республика» — республика организованного и суверенного труда. Считал необходимым национализацию крупных предприятий и кооперирование мелких собственников. Мечтал о соединении социалистических и общедемократических ценностей. Являлся сторонником идеи всеобщей стачки как средства давления на правительство для проведения реформ. Ставил целью завоевание социалистами политической власти мирным путём (победа на выборах).

## Антимилитаризм
Будучи убежденным пацифистом, сделал основным направлением своей деятельности в 1905—1914 годах борьбу за предотвращение надвигающейся войны в Европе. Призывал правительство достичь взаимопонимания с Германией. В 1911 году принял активное участие в Базельском антивоенном конгрессе. Возглавил кампанию против предложенного президентом Р. Пуанкаре закона о трёхлетней военной службе; в её рамках организовал 25 мая 1913 года грандиозный (150 тысяч человек) митинг в Париже.
Борьба Жореса за единство пролетариата всех стран и его тесные отношения с немецкими социал-демократами создали ему в кругах шовинистов репутацию агента Германии, ему дали кличку «Герр Жорес».
Под его руководством социалисты добились крупного успеха на выборах в апреле-мае 1914 года, получив 1385 тысяч голосов и выиграв 102 депутатских мандата. В июне 1914 года по его инициативе социалистическая фракция проголосовала против предоставления правительству крупного военного займа. В разгар июльского общеевропейского кризиса, вызванного убийством сербскими националистами австрийского кронпринца Франца-Фердинанда, добился на чрезвычайном съезде СФИО (14—15 июля) резолюции о проведении всеобщей стачки в случае войны. Отверг все предложения премьер-министра Р. Вивиани войти в правительство и содействовать единству нации перед лицом германской опасности.
25 июля в речи в Лионе, ставшей его политическим завещанием, призвал к совместному антивоенному выступлению пролетариата всех европейских стран. 28 июля вместе с Ж. Гедом потребовал немедленного созыва парламента для обсуждения вопроса о войне.

## Гибель
31 июля 1914 года, в разгар нагнетания националистической истерии перед началом войны и накануне объявления мобилизации, Жан Жорес был застрелен французским националистом в парижском «Кафе дю Круассан»; рядом с ним в тот момент находился его соратник Жорж Вейль. Жореса называют первой жертвой ещё не начавшейся войны. Сам политик предсказал свою судьбу:

… Не пройдёт и шести месяцев, как начнётся война. Я получаю столько писем с угрозами, и я не удивился бы, если бы оказался её первой жертвой. Я прощаю того, кто меня убьёт. Виновными будут те, кто даст ему оружие. Я мечтаю только о том, чтобы мне не пришлось слишком мучиться…
— Молчанов Н. Н. «Жан Жорес» (ЖЗЛ), 1986
После его гибели руководство СФИО и профсоюзов перешло на позиции поддержки правительства в начинающейся Первой мировой войне; «священный союз» французских политических партий, по словам Р. Пуанкаре, возник «в крови Жореса».
Его убийца, Рауль Виллен (1885—1936), был приговорён к пожизненному заключению, но в 1919 году предстал перед судом и был оправдан — суд нашёл убийство противника войны вкладом в победу. Виллен поселился на Ивисе и во время испанской гражданской войны был расстрелян республиканцами в 1936 году за шпионаж.
В Париже Жану Жоресу был воздвигнут памятник. В 1924 году его прах был перенесён в Пантеон. Также в честь Жореса через несколько дней после его убийства был переименован один из пересадочных узлов Парижского метрополитена, до того называвшийся «Рю д’Алемань» («Немецкая улица»). Ещё ряд объектов, содержащих в себе ассоциативно связанные с Германией названия, типа «Авеню д’Алемань» («Немецкий проспект») были переименованы в честь Жореса (ныне «Авеню Жан-Жорес»). Даже мероприятия властей по увековечиванию памяти Жореса были призваны подпитывать антигерманские настроения в обществе.
Имя Жореса стало лозунгом пацифизма и неприятия братоубийственной бойни; многие улицы разных городов Франции переименованы в его честь. В СССР памятник Жоресу работы скульптора С. Н. Стража был установлен на Новинском бульваре в рамках Ленинского плана монументальной пропаганды в 1918 году (не сохранился). Впоследствии в СССР немало улиц и предприятий получили его имя, а именем Жорес одно время называли детей (нобелевский лауреат Жорес Алфёров; советский диссидент Жорес Медведев; советский и российский писатель Жорес Трошев).

## Жорес-историк
Кроме парламентской деятельности, помимо бесчисленных речей на митингах и партийных съездах, множества газетных и журнальных статей, Жорес выпускал том за томом громадного, рассчитанного общим числом в 10 томов коллективного труда «Histoire socialiste», в котором первые 4 тома (опубликованные до 1905) принадлежат целиком его перу («La Constituante», П., 1901; «La Legislative», 1902; «La Convention», 1903—1904); это — история французской революции, представляющая новую самостоятельную разработку предмета по источникам, с упором на экономические отношения.
Жорес в данном труде являлся сторонником материалистического истолкования истории. Однако крупный недостаток труда — многочисленные риторические отступления.

## Прочая литература
Мелкие статьи Жореса собраны в «Etudes socialistes» (П., 1902). Философский, весьма поверхностный труд Жореса — «De la réalité du monde sensible» (П., 1891, 2 изд., 1902). Его парламентские речи собраны в «Discours parlementaires» (т. I, доведённый до 1894, Париж, 1904).
На русском языке вышли брошюрами следующие речи Жореса: «Аграрный социализм. Социализм и крестьянство» (перевод Элиасберга, изд. «Возрождения», Одесса, 1905; две парламентские речи Жореса, произнесённые в 1894; «Идея мира и солидарность пролетариата» (пер. Поляковой, изд. «Демос», Одесса, 1905); «Две речи Жореса и Бебеля на международном Амстердамском конгрессе 1904 г.» (изд. «Вперёд», Одесса. 1905).
Яркая характеристика Жореса дана в статье Н. Кудрина «Галерея французских знаменитостей» («Русск. Бог.», 1904, № 11). Его же оценка труда Жореса по истории революции: «Последние труды о происхождении соврем. Франции» (ib., 1902, февраль).

## Сочинения
- Jean Jaurès. «Oeuvres», 9 vol., ed. Rieder, Paris, 1931-39.
- Jean Jaurès. «Textes choisis», t. 1, P., 1959
- Жорес Жан. «Против войны и колониальной политики». М.: «Издательство иностранной литературы», 1961.
- Жорес Жан. «Речи». — Ораторы рабочего класса. М.: «Госполитиздат», 1962. — С. 207—240.
- Жорес Ж. «Социалистическая история французской революции». В 6 тт. (М.: Прогресс. 1976—1983)
  - том I, книга 1
  - том I, книга 2
  - том II
  - том III
  - том IV
  - том V
  - том VI
- История Конвента / 2-е издание, сокращённый перевод В. Левицкого под ред. Ф. Дана (М.-Пг.: Книга, 1923)